# Monumento funebre a Gian Giacomo Medici

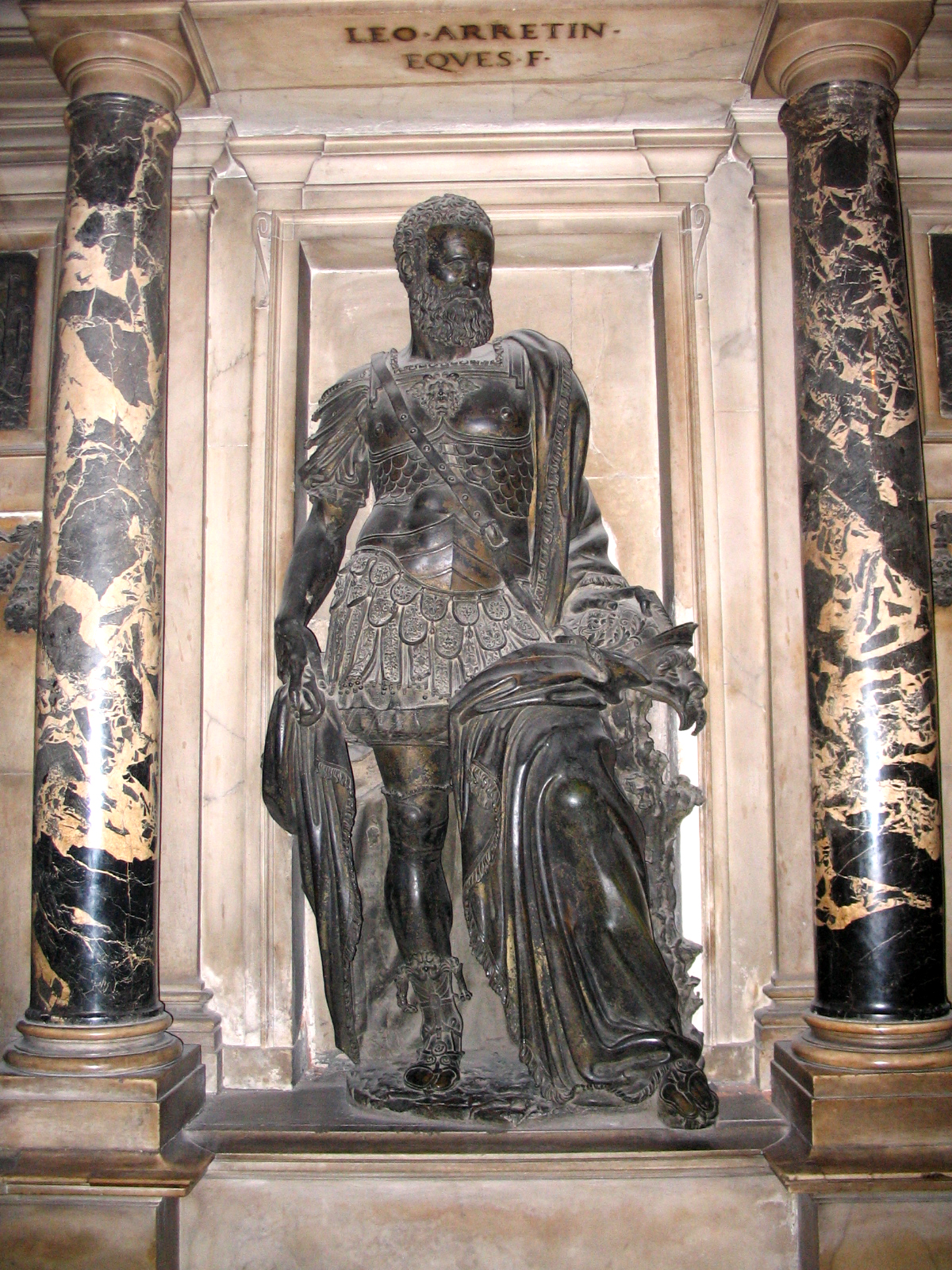
Statua di Gian Giacomo Medici

Il monumento funebre a Gian Giacomo Medici è un monumento sepolcrale situato nel Duomo di Milano e realizzato da Leone Leoni tra il 1560 e il 1563.

## Storia e descrizione
Il monumento fu commissionato nel 1559 da papa Pio IV in onore del fratello Gian Giacomo Medici, condottiero e marchese di Marignano soprannominato "il Medeghino", e realizzato dallo scultore Leone Leoni (che fece approvare il disegno dall'anziano Michelangelo Buonarroti, il quale talvolta è stato erroneamente indicato come progettista dell'opera) e situato nel Duomo di Milano. Il monumento, realizzato in marmi pregiati, contiene al centro la statua di bronzo del Medeghino in abiti militari tra due colonne in marmo arabescato che reggono un architrave recante l'iscrizione:
Tutte le sei colonne, di marmi arabescati orientali, furono inviate da Roma direttamente dal pontefice: tra le colonne di sinistra vi è una statua della Milizia, mentre a destra una statua della Pace, entrambe sovrastate da festoni e bassorilievi dell'Adda e del Ticino. Nell'ordine superiore del monumento vi sono due statue della Fama e della Provvidenza a fianco di due candelabri assieme a due targhe recanti le scritte:
e
La seconda scritta è dedicata a Gabriele Medici, fratello minore. L'ultimo ordine superiore del monumento contiene infine un bassorilievo della Natività sormontato dallo stemma mediceo. Il monumento in origine doveva contenere le urne con i resti dei due fratelli, tuttavia in conformità con le nuove regole tridentine volute da San Carlo queste urne così come tutte le altre sepolture laiche furono rimosse dalla cattedrale